# التفاحة (فلم)
التفاحة (بالفارسية: سیب) هو فيلم دراما تم إنتاجه في إيران وصدر في سنة 1998. الفيلم من إخراج سميرة مخملباف وكتابة سميرة مخملباف ومحسن مخملباف وقصة الفيلم تروي قصة واقعية أثرت في المجتمع الإيراني. ورشح لنيل جائزة نظرة ما في مهرجان كان سنة 1998 وقد عرض في أكثر من مائة مهرجان في ظرف عامين. كما أنه وزع في ثلاثين بلدا.

## القصة
تدور أحداث الفيلم حول أب يعيش في فقر مدقع متزوج من امرأة كفيفة في إحدى القرى بطهران، حيث يقوم بحبس ابنتيه التوأمتين داخل المنزل منذ ولادتهما ولمدة 12 عاما بدافع الخوف عليهما. فيبادر الجيران بتقديم شكوى في حقه بعدما علموا بأمره فتأتي موظفة من الشؤون الاجتماعية وتطلب من الأب عدم سجن البنتين وتطلق سراحهن إلى الشارع ليبدأن في مواجهة العالم الخارجي بأنفسهن.

## وصلات خارجية
- التفاحة على موقع IMDb (الإنجليزية)
- التفاحة على موقع روتن توميتوز (الإنجليزية)
- التفاحة على موقع ألو سيني (الفرنسية)
- التفاحة على موقع Turner Classic Movies (الإنجليزية)
- التفاحة على موقع أول موفي (الإنجليزية)
- التفاحة على موقع فيلمافينيتي (الإسبانية)
- التفاحة على موقع قاعدة بيانات الأفلام السويدية (السويدية)
- التفاحة على موقع قاعدة بيانات الفيلم (الإنجليزية)
- التفاحة على موقع ليتربوكسد (الإنجليزية)
- التفاحة على موقع كينوبويسك (الروسية)
- The Naderi twins at www.feralchildren.com في أرشيف الإنترنت(أرشفت في  سبتمبر 30, 2010)